# Ratva
Ratva är en by (estniska: küla) i Alutaguse kommun i landskapet Ida-Virumaa i nordöstra Estland. Byn ligger vid bäcken Ratva ojas källa, söder om staden Kohtla-Järve.
Söder om byn, vid mossen Ratva raba, inom den närliggande byn Metskülas territorium ligger en sjö med namnet Ratva järv.
I kyrkligt hänseende hör byn till Jõhvi församling inom den Estniska evangelisk-lutherska kyrkan.
Före kommunreformen 2017 tillhörde byn dåvarande Mäetaguse kommun.